# يون غونارسون
يون غونارسون هو سياسي آيسلندي، ولد في 21 سبتمبر 1956 في ريكيافيك في آيسلندا. نشط حزبياً في حزب الاستقلال ‏.

## مناصب
- انتخب Member of the 2017–2021 Parliament of Iceland ‏ عن دائرة Southwest (Althing constituency) [الإنجليزية]‏ وقد انضم خلال فترته النيابية ‏ للكتلة البرلمانية حزب الاستقلال [الإنجليزية]‏.
- انتخب Minister of Communications ‏ (11 يناير 2017 – 30 نوفمبر 2017).
- في الانتخابات البرلمانية الآيسلندية 2007 [الإنجليزية]‏، انتخب عضو البرلمان الآيسلندي 2007-2009 ‏ عن دائرة Southwest (Althing constituency) [الإنجليزية]‏ وقد انضم خلال فترته النيابية ‏ (12 مايو 2007 – 25 أبريل 2009) للكتلة البرلمانية حزب الاستقلال [الإنجليزية]‏.
- في الانتخابات البرلمانية الآيسلندية 2009 [الإنجليزية]‏، انتخب عضو البرلمان الآيسلندي 2009-2013 ‏ عن دائرة Southwest (Althing constituency) [الإنجليزية]‏ وقد انضم خلال فترته النيابية ‏ (25 أبريل 2009 – 27 أبريل 2013) للكتلة البرلمانية حزب الاستقلال [الإنجليزية]‏.
- في 2013 Icelandic parliamentary election [الإنجليزية]‏، انتخب Member of the 2013-2016 Parliament of Iceland ‏ عن دائرة Southwest (Althing constituency) [الإنجليزية]‏ وقد انضم خلال فترته النيابية ‏ (27 أبريل 2013 – 29 أكتوبر 2016) للكتلة البرلمانية حزب الاستقلال [الإنجليزية]‏.
- في 2016 Icelandic parliamentary election [الإنجليزية]‏، انتخب Member of the 2016-2017 Parliament of Iceland ‏ عن دائرة Southwest (Althing constituency) [الإنجليزية]‏ وقد انضم خلال فترته النيابية ‏ (29 أكتوبر 2016 – ) للكتلة البرلمانية حزب الاستقلال [الإنجليزية]‏.
- انتخب عضو ألثينغي ‏.